# Love Me Better
"Love Me Better" é uma canção do artista musical britânico James Blunt, gravada para seu quinto álbum de estúdio, The Afterlove (2017). Foi lançada em 27 de janeiro de 2017 como primeiro single do disco. Foi composta pelo próprio intérprete com o auxílio de Ryan Tedder e Zach Skelton, sendo produzida pelos dois últimos.

## Desempenho nas tabelas musicais

### Posições
| Tabela musical (2017)                                  | Melhor posição |
| ------------------------------------------------------ | -------------- |
| Bélgica (Ultratip de Flandres)                         | 15             |
| Bélgica (Ultratip da Valônia)                          | 8              |
| Escócia (The Official Charts Company)                  | 51             |
| França (Syndicat National de l'Édition Phonographique) | 140            |
| Reino Unido (UK Singles Chart)                         | 93             |
| Suécia (Sverigetopplistan)                             | 99             |
| Suíça (Schweizer Hitparade)                            | 87             |